# 入交好脩
入交 好脩（いりまじり よしなが、1908年（明治41年）4月8日 - 1999年（平成11年）6月8日）は、日本の日本経済史学者、早稲田大学名誉教授。
早大卒、早大商学部教授を1978年まで務め、徳川時代の経済史、および幕末土佐藩史を研究した。兄は坂本龍馬の銅像を建てた入交好保。

## 著書

### 単著
- 『社会経済史研究序説』雄松堂書店、1940年2月。
- 『社会経済史研究』時潮社、1943年6月。
- 『近世経済社会の生成 社会経済史研究』鱒書房、1947年12月。
- 『封建制崩壊過程の研究』早稲田大学出版部、1948年4月。
- 『近代経済史上の問題史的系譜』小石川書房、1948年11月。
- 『日本農民経済史研究』鎌倉文庫、1949年6月。
- 『明治維新史研究の発展 その研究史と文献解題』同文館、1949年6月。
- 『封建社会の構造』時潮社、1950年6月。
- 『政治五十年』時事通信社〈二十世紀日本文明史 第1巻〉、1951年4月。
  - 『政治五十年』（改訂版）時事通信社、1956年3月。
- 『清良記 親民鑑月集』御茶ノ水書房、1955年2月。
- 『徳川幕藩制解体過程の研究 下巻』平沼博士記念日本経済史研究室、1957年4月。
- 『岩崎弥太郎』吉川弘文館〈人物叢書 53〉、1960年11月。
- 『徳川幕藩制の構造と解体』雄松堂書店、1963年5月。
- 『武藤山治』吉川弘文館〈人物叢書 116〉、1964年3月。
  - 『武藤山治』（新装版）吉川弘文館〈人物叢書〉、1987年1月。ISBN 9784642050685。
  - 『武藤山治』(オンデマンド版)　吉川弘文館〈人物叢書〉2021年11月　ISBN 9784642750684
- 『土佐藩経済史研究 近世土佐藩経済史研究第1』高知市立市民図書館〈市民叢書 22〉、1966年9月。
- 『経済史学の理論と実証』雄松堂書店、1967年10月。
- 『経済史学の理論と実証 西欧篇』雄松堂書店、1973年4月。
- 『幕末の特権商人と在郷商人』創文社、1977年5月。
- 『先師景仰』入交好脩（私家版）、1978年11月。
- 『武市半平太 ある草莽の実像』中央公論社〈中公新書 645〉、1982年3月。ISBN 9784121006455。
- 『幕末「西南雄藩―薩・長・土―」の経済史的研究』入交好脩（私家版）、1991年2月。

### 編集
- 平沼淑郎 著、入交好脩 編『近世寺院門前町の研究』早稲田大学出版部、1957年10月。
- 入交好脩 編『長宗我部氏の盛衰』日本経済史研究所、1966年11月。

### 共著
- 入交好脩、高橋幸八郎『明治維新とフランス革命』雄松堂書店、1976年4月。

### 共編
- 大塚久雄、入交好脩 編『経済史学論集』河出書房新社〈大学セミナー双書〉、1962年6月。
- 井上幸治、入交好脩 編『経済史学入門』広文社、1966年6月。
- 井上幸治・入交好脩 編『西洋経済史学入門』広文社〈経済史学入門 第1分冊〉、1967年7月。
- 井上幸治・入交好脩 編『日本経済史学入門』広文社〈経済史学入門 第2分冊〉、1967年7月。
- 井上幸治・入交好脩 編『東洋経済史学入門』広文社〈経済史学入門 第3分冊〉、1967年7月。

| スタブアイコン | サブスタブ | この項目は、まだ閲覧者の調べものの参照としては役立たない、人物に関連した書きかけの項目です。この項目を加筆・訂正などしてくださる協力者を求めています（P:人物伝/PJ:人物伝）。 |